# Euclasta varii
Euclasta varii là một loài bướm đêm trong họ Crambidae.